# Lorcy
Lorcy – miejscowość i gmina we Francji, w Regionie Centralnym, w departamencie Loiret.
Według danych na rok 1990 gminę zamieszkiwały 433 osoby, a gęstość zaludnienia wynosiła 26 osób/km² (wśród 1842 gmin Centre, Lorcy plasuje się na 734. miejscu pod względem liczby ludności, natomiast pod względem powierzchni na miejscu 805.).